# 待井寛
待井 寛（まちい ひろし、1966年2月13日 - 2007年11月15日）は、長野県長野市出身のフリースタイルスキー選手。

## 来歴
少年時代に行っていた体操、スキーを通じてエアリアルを志し、10代の頃、木崎湖や浜名湖に設置されていたウォータージャンプ施設で練習を始め、その後のエアリアル競技の師であり、全日本フリースタイルスキー選手権大会で7度の優勝経験をもつ角皆優人と出会い、これが後に自身のリステル入社のきっかけとなる。
1987年、ホテルリステル猪苗代に入社。社員として、ホテルのスポーツレジャー部門で、ホテル所有のレジャー施設、スキー場の管理などをしながら競技生活を送る。日本で初めてフリースタイルスキー・ワールドカップが開催された際は、角皆と2人でほぼ徹夜してジャンプ台を作るなど当時現役の選手でありながら設営スタッフとしても競技に貢献した。
1994年、リレハンメルオリンピックのエアリアルに日本代表として出場を果たす。1998年の長野オリンピックにも出場を目指したが、代表入りはできず現役を引退した。
その後、ホテルやスキー場の職務をしながら後進選手の育成や福島県スキー連盟でフリースタイルスキー部長などを務めたが2007年11月15日、福島県内の自宅で自殺した。享年41。

## 主な成績
- 全日本フリースタイルスキー選手権大会エアリアル優勝（1992年）
- 全日本フリースタイルスキー選手権大会エアリアル2位（1998年）
- リレハンメルオリンピック、男子エアリアル20位

## 受賞歴
- 長野県スポーツ栄誉賞受賞(1994年度)[4]。